# 혼다 엘리먼트
혼다 엘리먼트(Honda Element)는 혼다 기연 공업 미국 지사를 통해 생산, 판매된 중형 크로스오버 형식의 스포츠 유틸리티 자동차이다. 차명인 엘리먼트는 원소를 의미한다.
2001년 1월에 북미 국제 오토쇼를 통해 모델 X라는 컨셉트 카가 출품되었고, 이를 바탕으로 한 양산형은 2002년 3월에 뉴욕 국제 오토쇼에서 공개되었다. 그 해 12월에 출시되었으며, 생산은 미국 오하이오주 이스트 리버티에서 현지 생산되었다.
10대 후반에서 20대 초반의 고객을 타겟으로 삼았으며, 지상고가 높고 실내 공간도 넓은 SUV와 미니밴의 느낌이 접목된 것이 특징이다. 또한 디자인의 경우 자동차 디자이너인 존 앤드류 프라이가 담당해 라이프 가드 스테이션을 컨셉으로 잡았으며, 기반으로 하는 CR-V와는 달리 뒷문은 사이드 액세스 게이트 사이드 카고 형식으로 되어 있다. 따라서 앞문을 열어야 뒷문을 열 수 있으며, 앞문이 뒷문을 잠그는 역할을 한다. 충돌 안전성을 확보하기 위해 문을 필러 수준으로 강화했고, 뒷자리 도어의 힌지는 주조품으로 앞문 힌지의 3배 크기로 되어있다. 측면 충돌 시 문이 열리지 않도록 사이드실에 걸리는 훅이 설치되었으며, 범퍼나 펜더, 사이드실에는 클래딩이라 불리는 무도장의 수지 소재를 활용하였다. 내부의 경우 시트나 바닥에는 방수 처리가 되도록 했다.
엔진의 경우 160마력을 가진 K24A형 2.4L 직렬 4기통 DOHC i-VTEC만 장착되었으며, 전륜구동과 4륜구동이 제공되었다. 변속기는 5단 수동, 4단 및 5단 자동이 각각 제공되었다. 서스펜션은 앞면의 경우 맥퍼슨 스트럿을, 뒷면의 경우 더블 위시본으로 되어있다.
미국에서는 여러 가지 부분 변경을 거치며 2011년 4월에 후속 차종 없이 단종될 때까지 8년 4개월간 생산·판매되었으며, 2015년에 출시된 소형 크로스오버 SUV인 HR-V가 엘리먼트의 자리를 채웠다.
한편 일본에서는 2003년 4월에 역수입하여 베르노 딜러에서 판매되었지만, 미국과는 정반대로 어쩡쩡한 디자인으로 평가를 받는 바람에 큰 인기를 끌지 못하여 2005년 7월에 판매가 중단되었다. 또한 일본 사양의 경우 4륜구동과 4단 자동변속기만 제공되었다.

## 갤러리

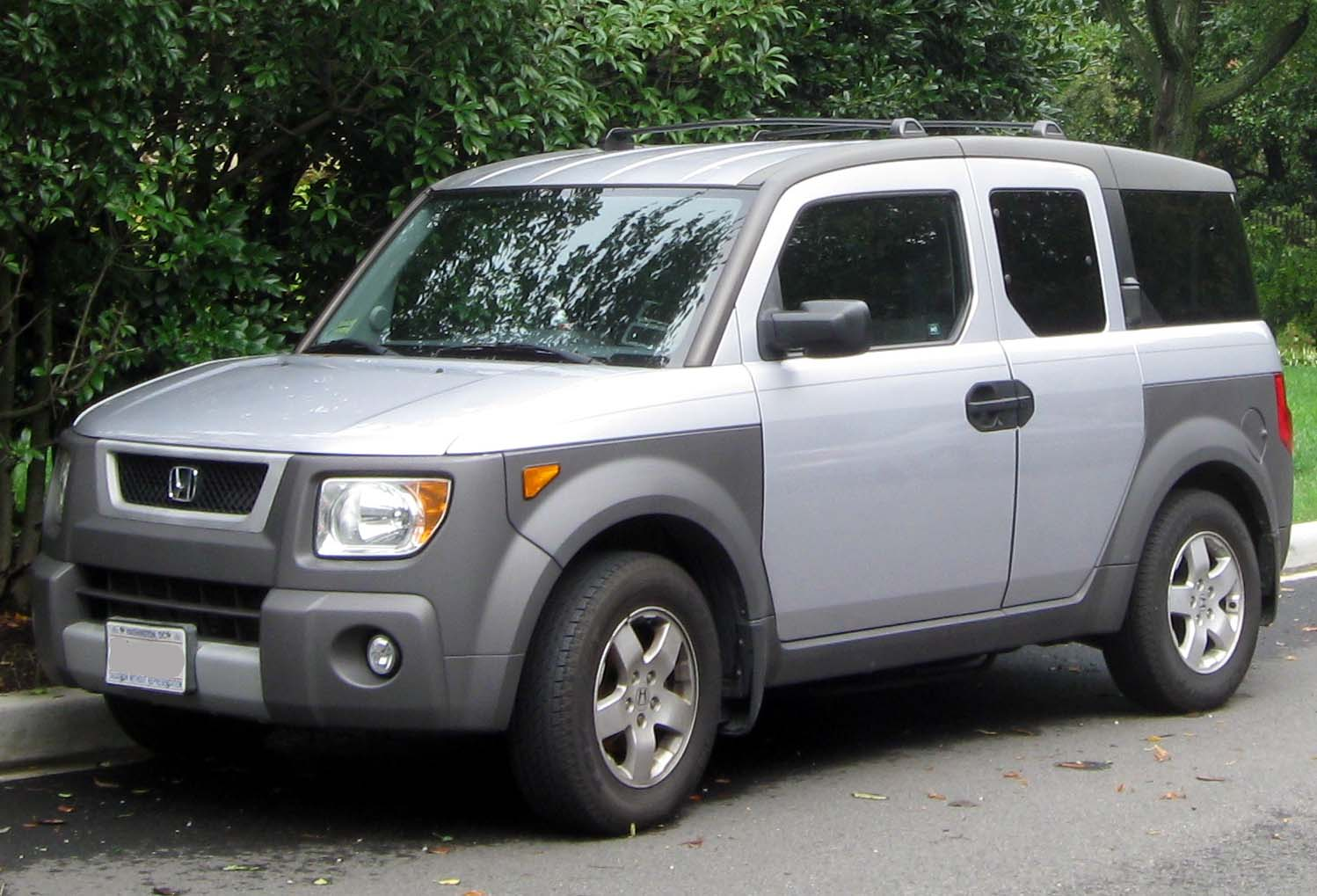
혼다 엘리먼트(전기형) 정측면
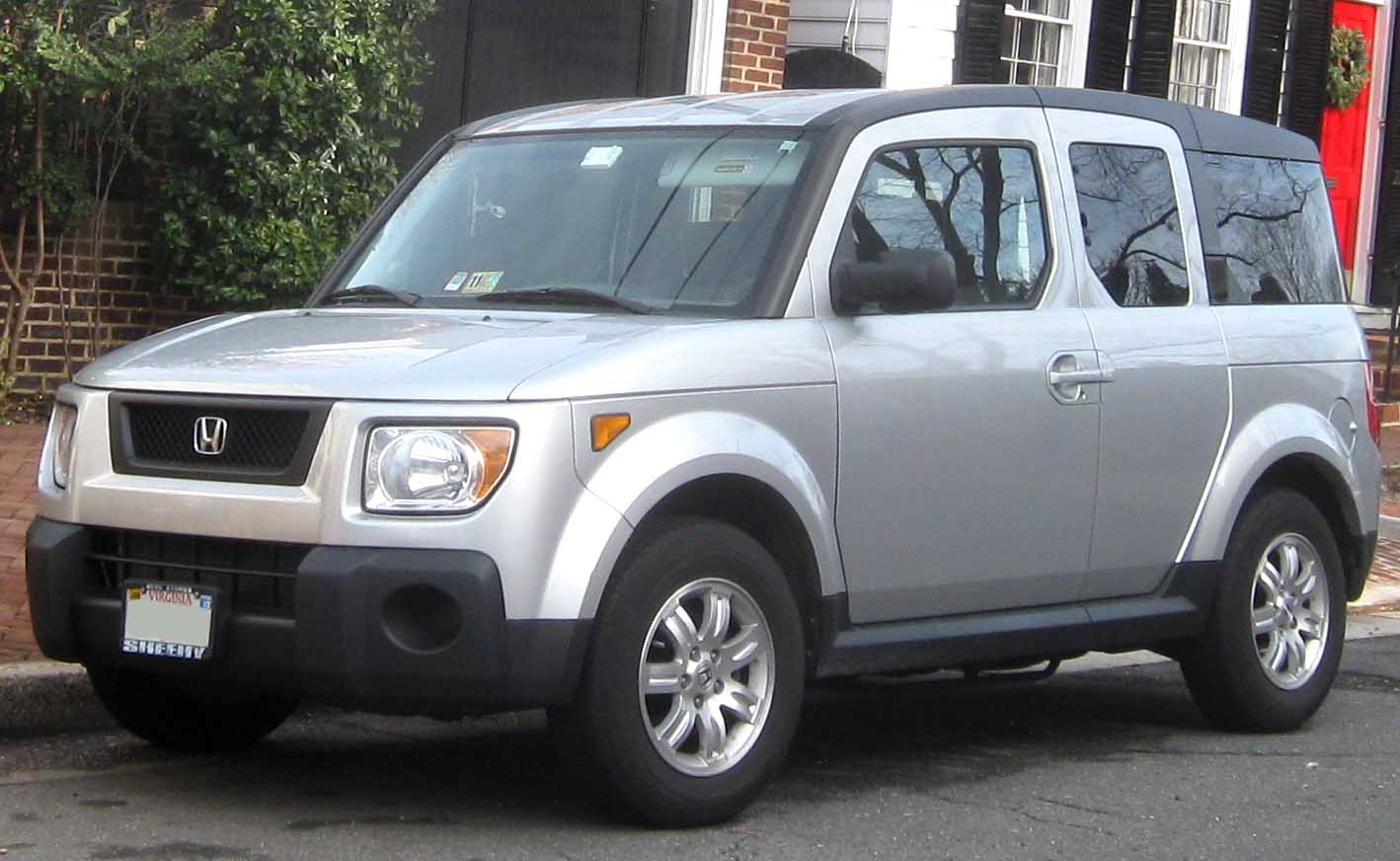
혼다 엘리먼트(전기형 EX-P) 정측면
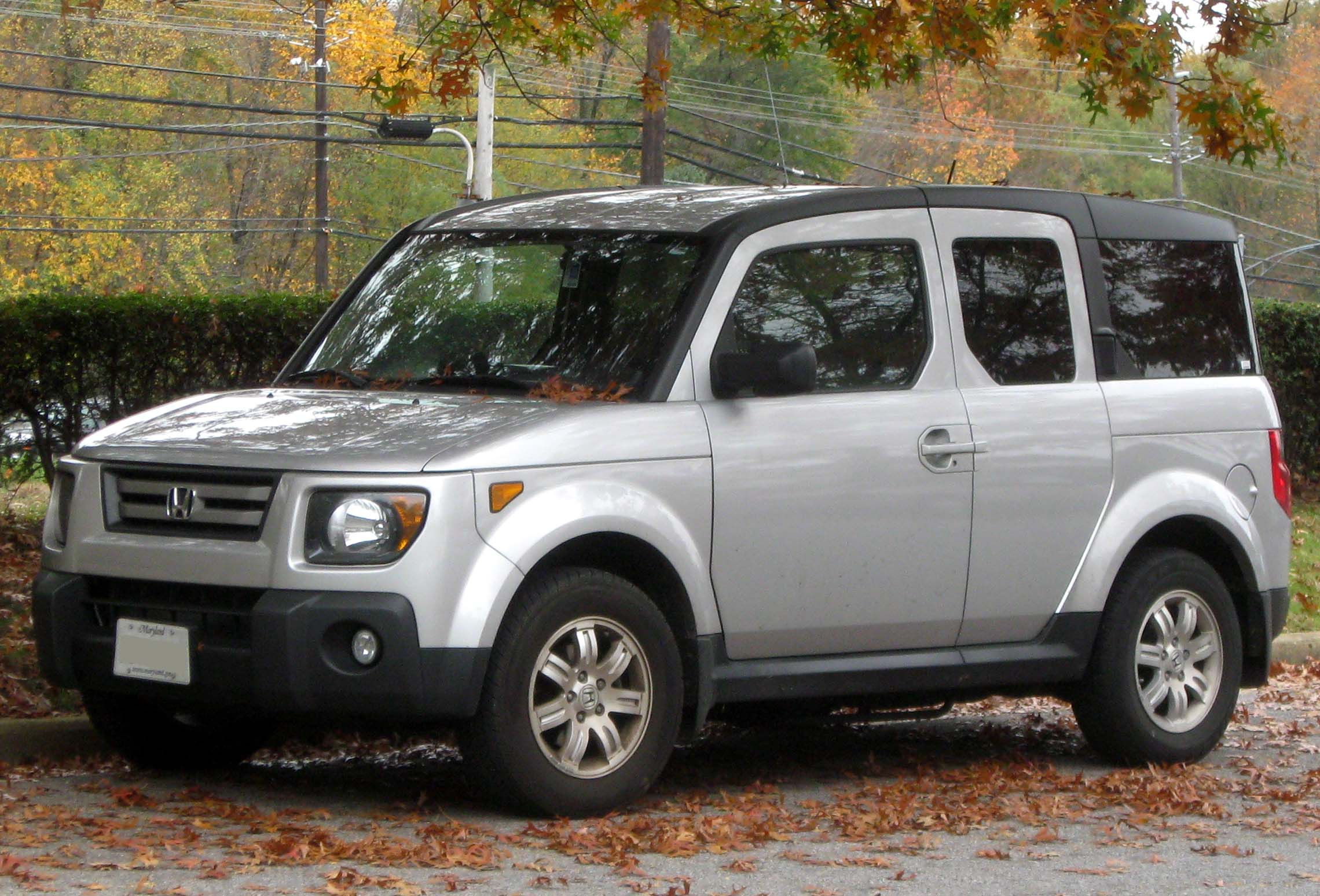
혼다 엘리먼트(전기형 EX) 정측면
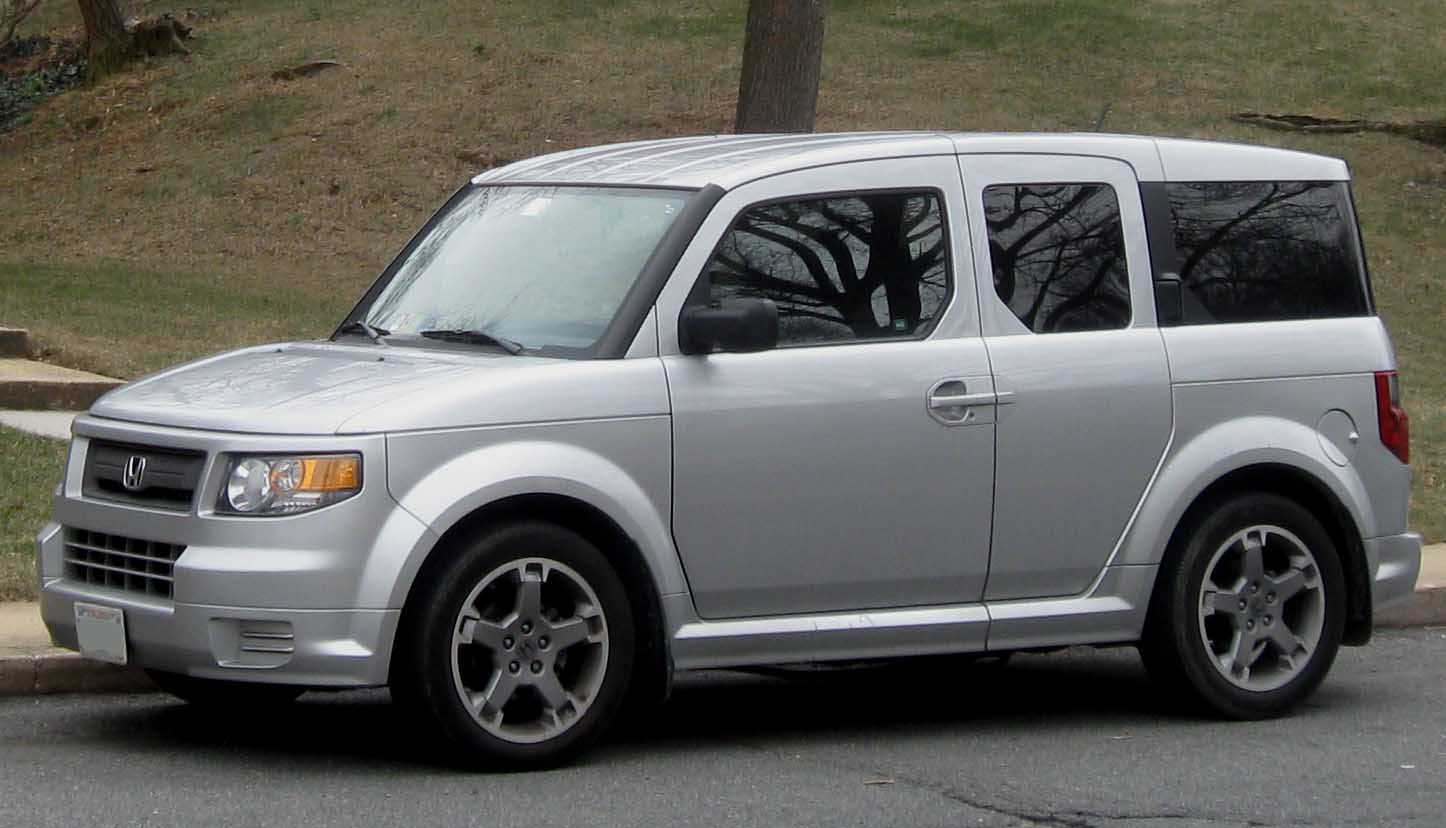
혼다 엘리먼트(중기형 SC) 정측면
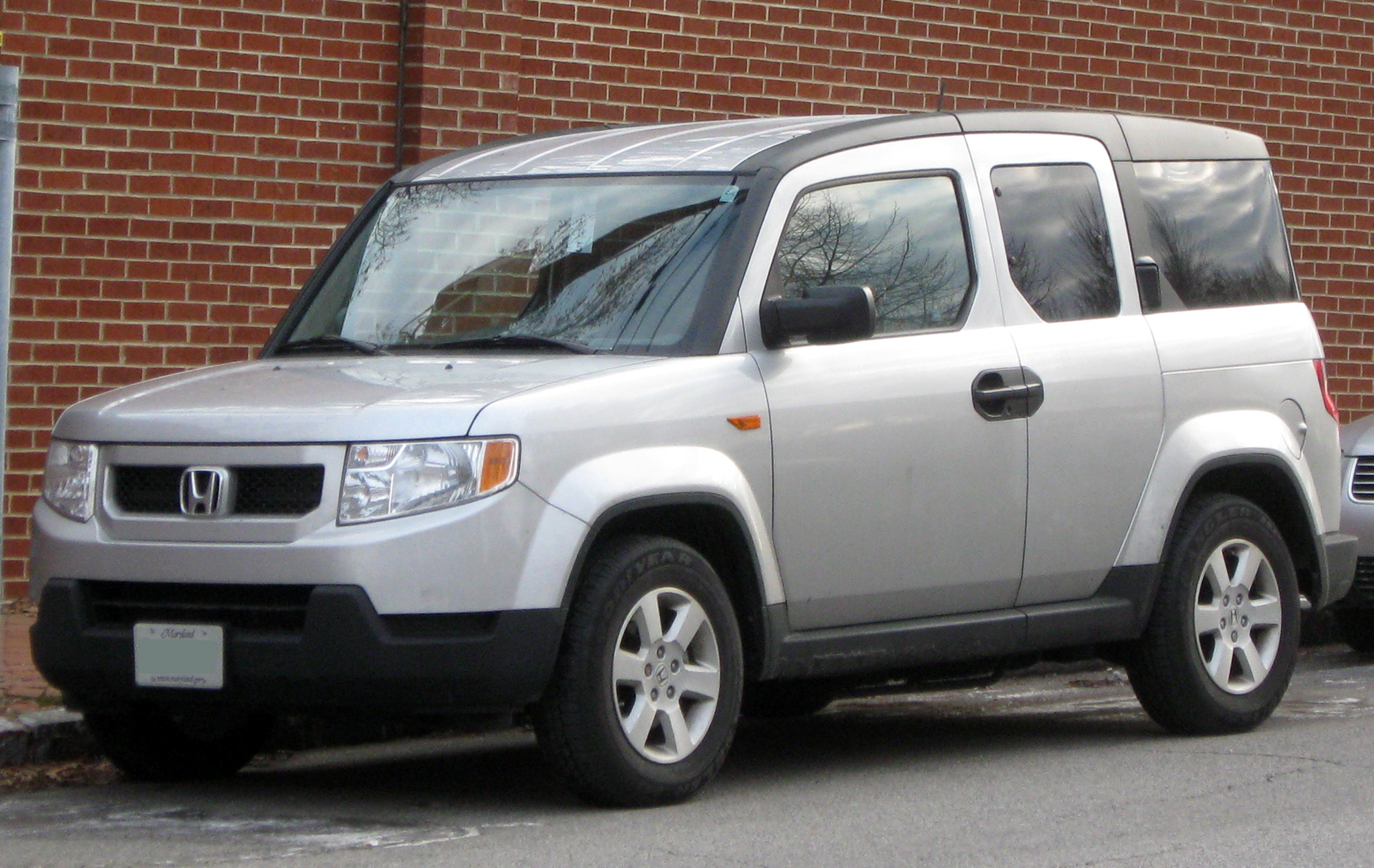
혼다 엘리먼트(후기형) 정측면
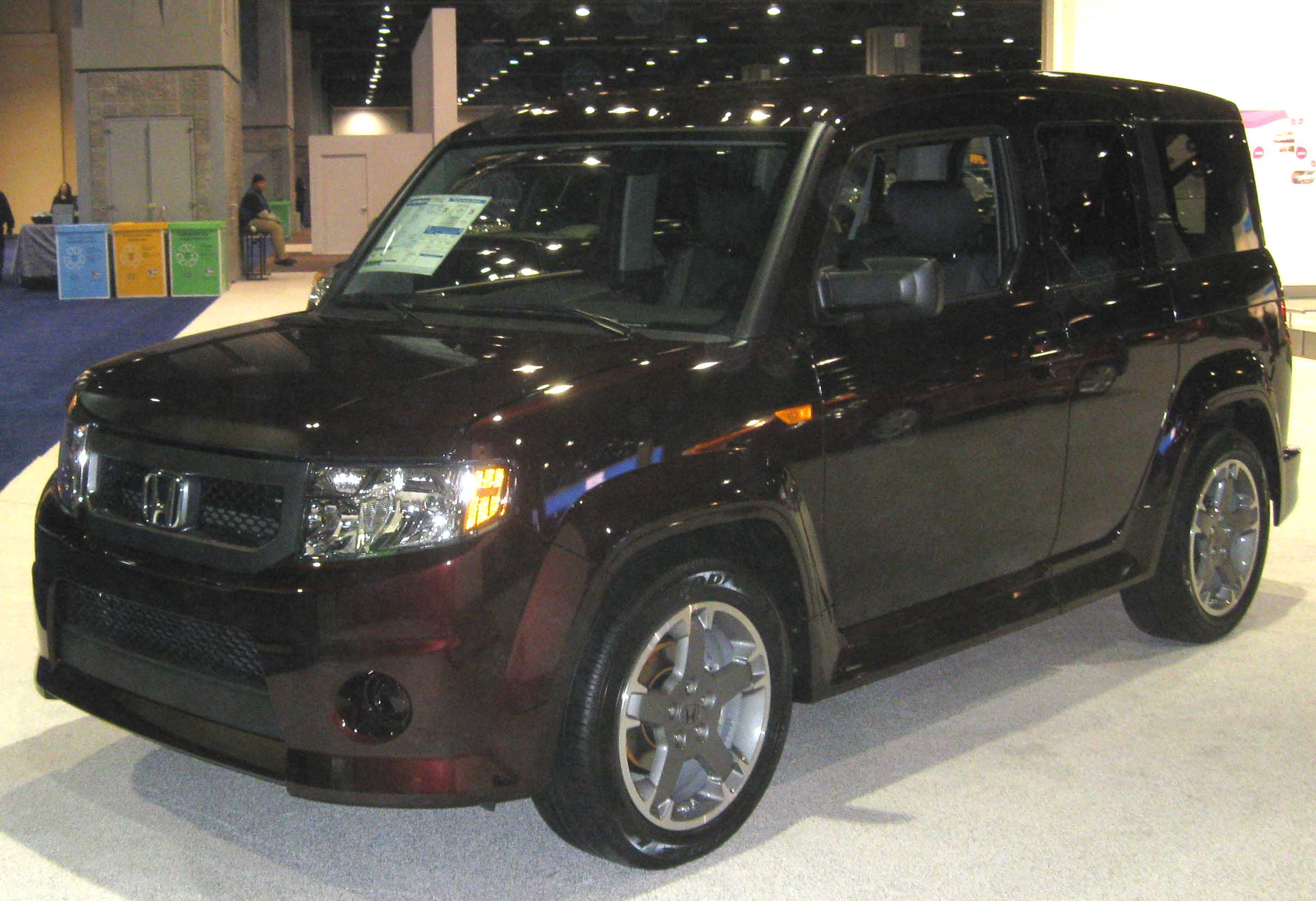
혼다 엘리먼트(후기형 SC) 정측면